# Спеціальна унітарна група
Спеціальна унітарна група SU(n) — група унітарних матриць рангу n із одиничним визначником. Групова операція — звичайне множення матриць. 
Модуль визначника унітарної матриці завжди дорівнює 1, але в групи SU(n) входять тільки ті з них, для яких сам визначник дорівнює 1. Тобто, група SU(n) є підгрупою групи U(n). 
Група SU(1) складається із одного елемента — числа 1.
Група SU(2) ізоморфна групі кватерніонів з модулем рівним одиниці. 

## Застосування
Групи SU(n) мають велике значення у фізиці. Зокрема SU(2) важлива для електрослабкої взаємодії, SU(3) — для квантової хромодинаміки.